# Nigrita
Nigrita (řecky Νιγρίτα) je město v řeckém kraji Střední Makedonie. Leží blízko poloostrova Chalkidiki, u města Serres. Žije zde 10 000 obyvatel.

## Dějiny
Město bylo založeno v pozdně byzantském období, usadili se tu obyvatelé z okolních území. Největšího významu dosáhlo v tureckém období, kdy se stalo důležitým centrem řeckého obchodu. Nigrita a její okolí byly známé v turečtině jako Köcök Yunan (Malé Řecko), protože obyvatelé města byli převážně Řekové. Severně od Nigrity potom žili Bulhaři, resp. slovanské obyvatelstvo. Nigrita byla v roce 1912 přičleněna ke Řecku, známým místním bojovníkem proti Turkům byl kapitán Jaklis. Bulharská menšina se vystěhovala do Bulharska, po roce 1923 se zde usadili i maloasijští Řekové.
V současné době je Nigrita známá svým tradičním karnevalem, jehož původ sahá do starověkých oslav na počest boha Dionýsa.[zdroj?]